# Harry Jones (cầu thủ bóng đá, sinh năm 1891)
Harry Jones (24 tháng 5 năm 1891 - tháng 5 năm 1947) là một tuyển thủ bóng đá quốc gia Anh, thi đấu ở vị trí hậu vệ trái.

## Sự nghiệp
Sinh ra ở Blackwell, Jones thi đấu chuyên nghiệp cho Nottingham Forest, và có một trận thi đấu cho Anh năm 1923.